# Нур (гмина)
Нур (пол. Nur) — сельская гмина (волость) в Польше, входит как административная единица в Острувский повет (Мазовецкое воеводство), Мазовецкое воеводство. Население — 3230 человек (на 2004 год).

## Демография
| Перепись                       | Всего   | Всего | Женщины | Женщины | Мужчины | Мужчины |
| ------------------------------ | ------- | ----- | ------- | ------- | ------- | ------- |
| Единицы                        | человек | %     | человек | %       | человек | %       |
| Население                      | 3230    | 100   | 1598    | 49,5    | 1632    | 50,5    |
| Плотность населения (чел./км²) | 31,4    | 31,4  | 15,5    | 15,5    | 15,9    | 15,9    |

## Сельские округа
1. Годлево-Варше
2. Годлево-Мерники
3. Годлево-Милевек
4. Годлево-Вельке
5. Каленчин
6. Камянка
7. Коссаки
8. Крамково-Липске
9. Муравске-Надбужне
10. Мыслиборы
11. Нур
12. Обрыте
13. Оловске
14. Олтаже-Голаче
15. Стренково
16. Слеповроны
17. Закшево-Сломы
18. Зашкув
19. Зашкув-Колёня
20. Зузеля
21. Жебры-Колёня
22. Жебры-Лясковец

## Соседние гмины
1. Гмина Богуты-Пянки
2. Гмина Церанув
3. Гмина Цехановец
4. Гмина Чижев-Осада
5. Гмина Стердынь
6. Гмина Шульбоже-Вельке
7. Гмина Зарембы-Косцельне